# Пад авиона Ер Франса на линији 447
Ер франсов лет 447 је био међународни путнички лет француске авио–компаније Ер франс, авиона Ербас A330-203, који је полетео са аеродрома Галеао у Рио де Жанеиру у Бразилу, и упутио се према аеродрому Шарл де Гол у Паризу у Француској. Авион је нестао над Атлантским океаном 1. јуна 2009. године, са 216 путника и 12 чланова посаде. До 13. јуна у океану је пронађено 50 тела настрадалих путника.

## Летелица
Авион Ербас А330-200 је имао два мотора CF6-80E1 произвођача Џенерал електрик. Изашао је из фабрике са серијским бројем 660, а у Француској је регистрован са ознаком F-GZCP. Први пут је полетео 25. фебруара 2005. године, и до тренутка незгоде остварио је 18,870  часова лета.
Летелица F-GZCP је 17. августа 2006. учествовала у судару са авионом Ербас A321-211 ознаке F-GTAM који се десио на аеродрому Шарл де Гол у Паризу. Реп летелице F-GTAM је био значајно оштећен док је F-GZCP прошао са мањим оштећењима. F-GZCP је последњи пут био на великом ремонту 16. априла 2009. године.
У периоду од 5. маја 2009. до 31. маја 2009. авион је обавио 24 повратна лета из Париза према 13 различитих дестинација широм света.

## Детаљи лета

### Нестанак
Авион је полетео са међународног аеродрома Галеао у Рио де Жанеиру 31. маја 2009. године у 19:03 по локалном времену (22:03 UTC), уз предвиђено време слетања на париски аеродром Шарл де Гол приближно 11 сати касније, у 11:10 по локалном времену (09:10 UTC)
Последњи говорни контакт са авионом је остварен у 01:33 UTC, у тренутку када је био близу тачке INTOL (1° 21′ 39″ S 32° 49′ 53″ W / 1.36083° Ј; 32.83139° З), која се налази 565 km од бразилске североисточне обале. Посада је најавила да ће искористити линију кретања UN873 и ући у ваздушни простор који контролише Сенегал код тачке TASIL (4° 0′ 18″ N 29° 59′ 24″ W / 4.00500° С; 29.99000° З) у следећих 50 минута, као и да је авион летео нормално на нивоу лета 350 (што одговара номиналној висини од 35.000 стопа, односно 10.670 метара) брзином од 865 км/ч (0,78 маха). Авион је напустио простор који надзиру бразилски радари у 01:48 .
Авион је наишао на јаке ваздушне турбуленције током лета.

### Аутоматске поруке
Истражилац Пол-Луј Арсланиан је 3. јуна изјавио да је „авион послао серију електронских порука у року од три минута које представљају отприлике један минут информација. Шта те поруке тачно значе, није још увек откривено.“ Према неким изворима, у авион је ударио гром, али је Џон Кокс, из једне вашингтонске компаније која се бави консултанстким пословима везаним за авионске сигурносне системе објаснио неколико дана касније да би „потпуни отказ авиона захтевао стопостотни отказ електронског система,“ који се „није десио раније током лета, зато што је систем слао податке уређају за одржавање, што говори да је у авиону било струје“.
Поруке које је емитовао ACARS систем (енгл. Aircraft Communication Addressing and Reporting System) који се налази унутар авиона објављене су званично 4. јуна 2009. године. Ови транскрипти показују да је у периоду од 02:10  до 02:14  послато 5 порука о отказу (FLR) и 19 упозорења (WRN). Поруке које су биле резултат отказа опреме, а које је ухватио уграђени систем за тестирање и извештавање, као и упозорења из пилотске кабине такође су послата у ACARS. Откази и упозорења који су емитовани током пет минута указивали су на проблеме са навигацијом, аутопилотом, контролама лета и притиском у авиону (кодови који почињу са 34, 22, 37 и 21 респективно).
Међу ACARS порукама емитованим у првом минуту је порука са кодом 34111506, која указује на проблем у систему за мерење брзине (енгл. pitot-static system). Извори блиски истрази су потврдили да је „прва аутоматска порука о отказу система у низу радио упозорења послатих из настрадалог авиона експлицитно указивала да су сензори брзине у квару“. Дванаест порука упозорења које имају исти временски код показују да су се аутопилот и систем за аутоматску регулацију потиска мотора искључили, да је систем за избегавање судара (TCAS, енгл. Traffic Collision Avoidance System) био покварен, а да је начин летења прешао из „нормалног“ у „алтернативни“. Преостале поруке су послате имеђу 02:11  и 02:14 , а давале су информације о грешкама у ADIRU (енгл. Air Data Inertial Reference Unit) и ISIS (енгл. Integrated Standby Instrument System) систему. Порука упозорења NAV ADR DISAGREE емитована у 02:12 UTC указује на неслагање између информација о брзини авиона које су слали независни сензори ваздушног притиска. У 02:13  послате су поруке о грешци које су се односиле на уређаје за управљање летом. Последње две поруке су емитоване у 02:14  са локације 3° 34′ 40″ С; 30° 22′ 28″ З / 3.5777° С; 30.3744° З, од којих је једна (код 341036006, порука MAINTENANCE STATUS) представљала упозорење које се односило на систем сензора ваздушног притиска, а друга (код 213100206, порука ADVISORY) је била упозорење o притиску у кабини.

## Путници и чланови посаде
Према званичним подацима, у авиону се налазило 228 особа, укључујући три пилота и девет чланова кабинске посаде. Међу путницима је била једна беба, седморо малолетне деце, 82 жене и 126 мушкараца.
Списак држављанства путника који су се налазили у авиону Ер Франс је објавио 1. јуна 2009. године. Делимичан списак путника и чланова посаде са 75 имена објављен је 3. јуна 2009.

### Држављанство путника
По званичним списима Ер франса, путници су већином били бразилски и француски држављани. Поред тога, неки од путника на овом лету су имали двојно држављанство.Бразилска федерална полиција је прегледала видео-снимке са сигурносних камера како би утврдила идентитет путника.
| Држављанство         | Путници | Посада | Укупно  |
| -------------------- | ------- | ------ | ------- |
| Француска            | 61      | 11     | 73      |
| Бразил               | 58 (57) | 1      | 59 (58) |
| Немачка              | 26 (28) | —      | 26 (28) |
| Кина                 | 9       | —      | 9       |
| Италија              | 9       | —      | 9       |
| Швајцарска           | 6       | —      | 6       |
| Уједињено Краљевство | 5 (4)   | —      | 5 (4)   |
| Либан                | 5       | —      | 5       |
| Мађарска             | 4       | —      | 4       |
| Република Ирска      | 3       | —      | 3       |
| Норвешка             | 3       | —      | 3       |
| Шведска              | 3       | —      | 3       |
| Мароко               | 2       | —      | 2       |
| Пољска               | 2       | —      | 2       |
| Шпанија              | 2       | —      | 2       |
| Сједињене Државе     | 2       | —      | 2       |
| Аргентина            | 1       | (1)    | 1 (2)   |
| Аустрија             | 1       | —      | 1       |
| Белгија              | 1 (2)   | —      | 1 (2)   |
| Канада               | 1       | —      | 1       |
| Хрватска             | 1       | —      | 1       |
| Данска               | 1       | —      | 1       |
| Естонија             | 1       | —      | 1       |
| Холандија            | 1 (2)   | —      | 1 (2)   |
| Гамбија              | 1       | —      | 1       |
| Исланд               | 1       | —      | 1       |
| Филипини             | 1       | —      | 1       |
| Румунија             | 1       | —      | 1       |
| Русија               | 1       | —      | 1       |
| Јужна Африка         | 1       | —      | 1       |
| Шведска              | 1 (3)   | —      | 1 (3)   |
| Турска               | 1       | —      | 1       |
| Укупно               | 216     | 12     | 228     |

Марк Дубоа (фр. Marc Dubois), педесетосмогодишњи капетан лета, који се запослио у Ер Франсу 1988. године, остварио је у својој каријери око 11.000 сати лета, од чега је 1,700 било на типу авиона Ербас А330. Копилоти, Давид Робер (фр. David Robert), 37 година, и Пјер-Седрик Бонин (фр. Pierre-Cedric Bonin), 32 године, заједно су имали око 9.000 сати лета. Од дванаест чланова посаде, једанаест су били држављани Француске, а један је био држављанин Бразила.
Међу путницима су се налазили и
- принц Педро Луиш од Орлеана и Брагансе (порт. Pedro Luis de Orleans e Bragança, 26), члан бразилске краљевске породице, потомак Педра Другуог, последњег бразилског цара, трећи по реду наследник угашеног бразилског трона.[36][37] Принц је имао и бразилско и белгијско држављанство, а враћао се кући у Луксембург након посете рођацима у Рио де Жанеиру.[38][39]
- Силвио Барбато (итал. Silvio Barbato, 50), бразилски композитор и бивши диригент симфонијског оркестра бразилског Националног театра, италијанског порекла који је путовао у Кијев због пословних обавеза.[40][41]